# Bolitoglossa jacksoni
Bolitoglossa jacksoni es una especie de salamandra de la familia Plethodontidae, género Bolitoglossa.
Es endémica de la Sierra de los Cuchumatanes, departamento de Huehuetenango (Guatemala) y se ha observado únicamente en los bosques muy húmedos ubicados a 12 km al norte de Santa Cruz Barillas, a una altitud de 1400 m s. n. m. La especie está en peligro de extinción por destrucción de hábitat.